# Carresse-Cassaber
Carresse-Cassaber ist eine französische Gemeinde mit 662 Einwohnern (Stand 1. Januar 2022) im Département Pyrénées-Atlantiques in der Region Nouvelle-Aquitaine (vor 2016: Aquitanien). Die Gemeinde gehört zum Arrondissement Oloron-Sainte-Marie (bis 2016: Arrondissement Pau) und zum Kanton Orthez et Terres des Gaves et du Sel (bis 2015: Kanton Salies-de-Béarn).
Der Name in der gascognischen Sprache lautet Carressa-Cassabè.

## Geographie
Carresse-Cassaber liegt circa 55 Kilometer nordwestlich von Oloron-Sainte-Marie in der historischen Provinz Béarn an der nördlichen Grenze zum benachbarten Département Landes.
Umgeben wird der Ort von den Nachbargemeinden:
|                   | Sorde-l’Abbaye (Landes)                     | Lahontan        |
| Saint-Pé-de-Léren | Kompassrose, die auf Nachbargemeinden zeigt | Salies-de-Béarn |
| Saint-Dos         | Auterrive Castagnède                        |                 |

Carresse-Cassaber liegt im Einzugsgebiet des Flusses Adour und liegt am rechten Ufer des Gave d’Oloron, einem seiner Nebenflüsse.
Zuflüsse des Gave durchströmen das Gebiet der Gemeinde:
- der Ruisseau des Augas,
- der Saleys mit seinem Zuflüssen
  - Ruisseau de Pratou und
  - Arriou Dous-Puts mit seinem Zufluss
    - Arriou de Poursuibes,
- der Ruisseau de Labarth.[2]

## Geschichte
Erste Erwähnungen des Ortes Caresse erfolgten in den Formen Beatus Stephanus de Carressa (980, Kopialbuch des Bistums Lescar), Curtis Carreissa (10. Jahrhundert, laut Pierre de Marcas Buch Histoire de Béarn), der Gemeinde Cassaber in den Formen Cassave (12. Jahrhundert, Urkunde des Johanniterordens) und Casaver (13. Jahrhundert, fors de Béarn).
Bei einem Zensus im Jahr 1385 wurden in Caresse 41 und in Cassaber 13 Haushalte gezählt und vermerkt, dass beide Dörfer in der Bailliage von Sauveterre liegen.
Weitere Toponyme und Erwähnungen von Cassaber waren in der Folge Casseve und Sent jacme de Cassever (1440 bzw. 1441, Notare von Labastide-Villefranche), la gentillesse de Cassaver (1442, Verträge von Carresse), Sent-Christau de Casseber (1472, Notare von Labastide-Villefranche) und Casavee (1538, Manuskriptsammlung des Béarn).
Auf der Karte von Cassini 1750 ist Carresse mit der heutigen Namensform, Cassaber als Cassabé eingezeichnet. Während der Französischen Revolution 1793 wird Carresse wieder als Caresse, Cassaber als Cattaber geführt. Während des Französischen Konsulats acht Jahre später besitzt Caresse die heutige Namensform, Cassaber wurde als Cassabé und schließlich als Cassaber verwaltet.
Am 1. Januar 1973 haben sich die Gemeinden Carresse und Cassaber zur neuen Gemeinde Carresse-Cassaber zusammengeschlossen.

### Einwohnerentwicklung
Nach vorläufigen Höchstständen von über 1000 Einwohnern für beide ehemaligen Gemeinden zusammen in der ersten Hälfte des 19. Jahrhunderts ist die Zahl bei kurzen Phasen der Stabilisierung bis zur Jahrtausendwende um insgesamt mehr als 55 % zurückgegangen. Im beginnenden 21. Jahrhundert ist eine deutliche Stabilisierung zu erkennen und die Bevölkerungszahl steigt wieder an.
| Jahr      | 1962 | 1968 | 1975 | 1982 | 1990 | 1999 | 2006 | 2009 | 2022 |
| --------- | ---- | ---- | ---- | ---- | ---- | ---- | ---- | ---- | ---- |
| Einwohner | 738  | 746  | 697  | 589  | 536  | 468  | 498  | 604  | 662  |

Ab 1962 offizielle Zahlen ohne Einwohner mit Zweitwohnsitz

## Sehenswürdigkeiten
- Ortskirche in Carresse, gewidmet dem heiligen Stephanus. Sie ist zwischen 1841 und 1843 im Auftrag des Grafen d’Echaux erbaut worden. Die Baupläne stammen wahrscheinlich vom Architekt Paul Poublan aus Pau, da die Kirche Saint-Jean-Baptiste in Lons auf Basis eines identischen Plans von ihm errichtet wurde. Die Kirche ist im klassizistischen Stil gehalten, wie an der Eingangsfassade mit einer schmucklosen Tür unter einem halbkreisförmigen Fenster unterhalb eines für den Stil typischen Dreiecksgiebel zu erkennen ist. Das dreischiffige Langhaus ist mit einer flachen Apsis abgeschlossen, die vom Glockenturm verlängert wird, der von einem früheren Bau wiederverwendet worden sein könnte.[8][9]

- Ortskirche Saint-Jacques in Cassaber. 1739 wurde die Pfarrgemeinde noch von Ordensgeistlichen aus der Abtei Saint-Jean de Sorde in einer Kapelle betreut. Im Auftrag des Grafen Pierre de Caumia de Baillenx und seines Bruders, des Vicomtes Hyacinthe, wurde die heutige Kirche im Jahre 1853 als Ersatz für die Kapelle wieder aufgebaut. Das heutige Langhaus beherbergt drei Kirchenschiffe, wobei das nördliche Seitenschiff zwischen 1877 und 1886 errichtet wurde. Reihen von vier Jochen mit gleichseitigen Spitzbögen trennen die Kirchenschiffe, ein Scheinrippengewölbe bedeckt das Langhaus. Die Glasfenster sind Werke des Glasmalers Bernard Montaut aus Pau aus dem Jahre 1899.[10]

- Wegkapelle, gewidmet Maria, der Mutter Jesu. Am Ortseingang von Cassaber fällt der Blick auf eine Wegkapelle in einer Straßennische. Votivtafeln und Blumen zeigen, dass die Stätte regelmäßig besucht wird. Sie ist 1855 auf Initiative der Gräfin von Baillenx auf ihrem Anwesen lou Séqué errichtet worden, um Maria zu danken, dass das Dorf von einer Cholera-Epidemie verschont geblieben war, die in jener Zeit in ganz Frankreich grassierte. Ihr Schutz wurde im Zweiten Weltkrieg erneut ersucht, auf dass keine Familie des Dorfes einen Trauerfall zu beklagen sollte. Eine Gedenktafel ist für die Gewährung dieser Gnade angebracht. Seit der Errichtung versammeln sich jedes Jahr am 15. August die Bewohner von Cassaber um die Wegkapelle.[11]

- Wassermühle von Carresse-Cassaber, erbaut 1780. Sie nutzt die Kraft des Wassers eines kleinen Baches, der auf einem Hügel in 102 Metern Höhe entspringt und bis zur Mühle einen Höhenunterschied von 82 Meter durchläuft. Der Mühlstein ist seit über 100 Jahren in Betrieb.[12]

## Wirtschaft und Infrastruktur

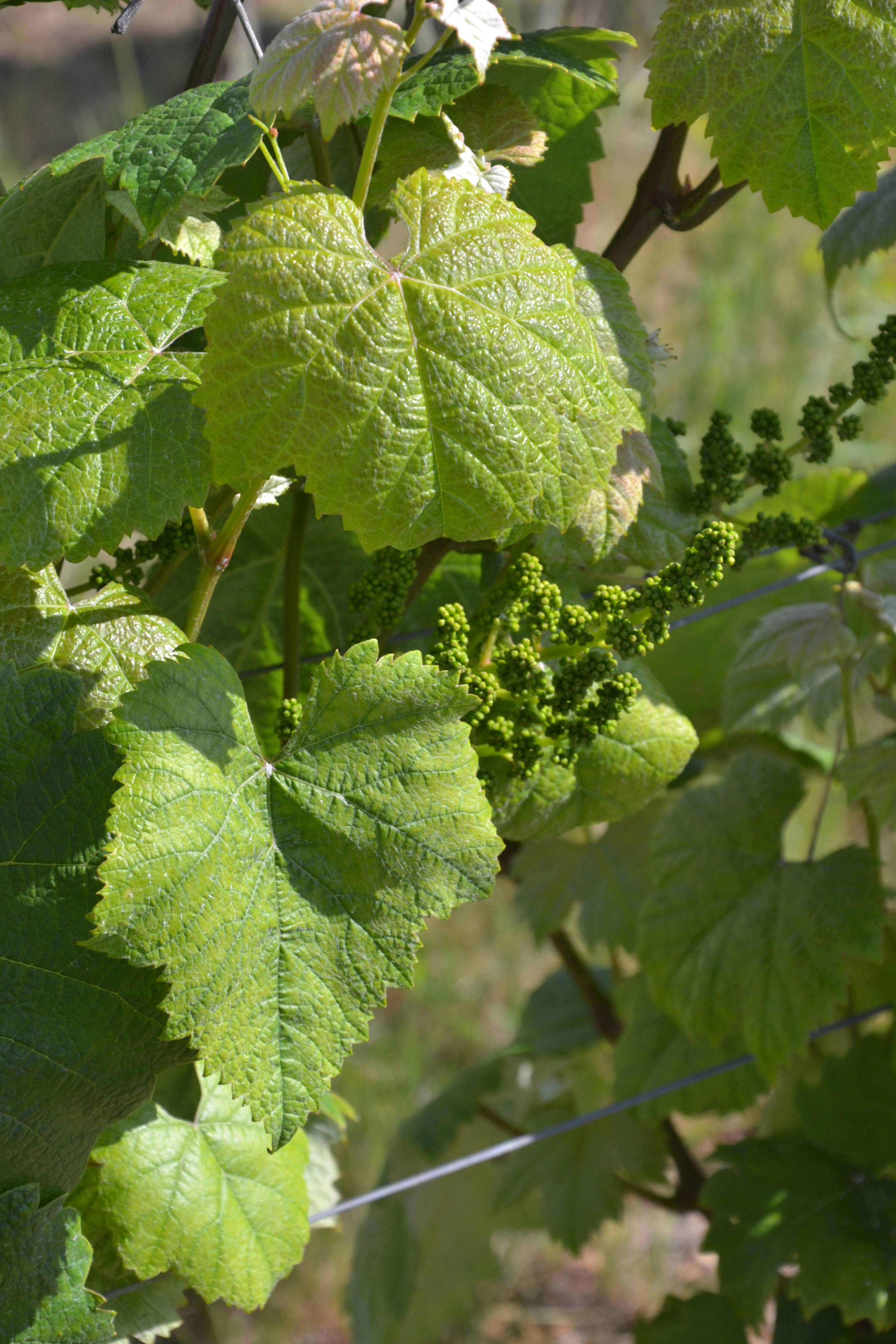
Weinrebe der Sorte Béarn

Die Wirtschaft der Gemeinde wird durch die Landwirtschaft und der Gewinnung von Mineralien bestimmt. Der Landbau wird in erster Linie vom Getreideanbau (z. B. Mais, Soja, Sonnenblumen) aber auch vom Obstbau, insbesondere Kiwi, bestimmt. Carresse-Cassaber liegt in den Zonen AOC des Weinbaugebiets Béarn, des Ossau-Iraty, ein traditionell hergestellter Schnittkäse aus Schafmilch, sowie der Schweinerasse und des Schinkens „Kintoa“.
Die Gewinnung von Mineralien wird an zwei Standorten in der Gemeinde durchgeführt. In Cassaber werden Steine und Granulat gewonnen, in Carresse Gips, Gips-Fließestrich und Gipsplatten.
Außerdem ist die Gemeinde mit Handwerks- und Dienstleistungsbetrieben ausgestattet.

### Bildung
Die Gemeinde verfügt über eine öffentliche Grundschule mit 51 Kindern im Schuljahr 2016/2017 und über eine private Grundschule mit 40 Schülerinnen und Schülern.

### Verkehr
Die Gemeinde ist angeschlossen an die Routes départementales 17, 27 und 29.

## Persönlichkeiten

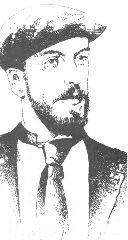
Paul-Jean Toulet

- Paul-Jean Toulet, geboren am 5. Juni 1867 in Pau, gestorben am 6. September 1920 in Guéthary, Schriftsteller und Dichter. Er hat den Contrerime herausgebildet und gab der lyrischen Form ihren Namen. Paul-Jean Toulet lebte von 1889 bis 1898 in Carresse-Cassaber.

- Jean Pierre Lanabère, geboren am 24. Dezember 1867 in Salies-de-Béarn, getauft am 24. Mai 1772 in Carresse-Cassaber, gestorben am 12. September 1812 bei Moschaisk. Er war General der Infanterie in der Armee Napoleons und fiel während des Russlandfeldzugs.

- María del Pilar Acedo y Sarriá, Gräfin von Montehermoso, geboren am 10. März 1784 in Tolosa, gestorben am 27. Februar 1869 auf ihrem Schloss in Carresse. Sie wuchs in Vitoria auf und machte 1807 Bekanntschaft mit Joseph Bonaparte, der auf dem Weg nach Madrid war, nachdem er zum König von Spanien proklamiert worden war. Maria wurde seine Mätresse und wohnte mit ihm im königlichen Palast in Madrid. 1813 verließen beide Spanien und flohen nach Frankreich vor den heranrückenden alliierten Armeen unter dem Oberbefehl von Arthur Wellesley, dem späteren Duke of Wellington. Maria beendete schließlich ihre Beziehung mit Joseph Bonaparte. Sie heiratete den französischen Offizier Amadeo de Carabène im August 1816 in Paris. Daraufhin bezogen beide ihr Schloss in Carresse.[17][18][19]